# 大武正光
大武 正光（おおたけ まさみつ、1978年4月16日 - ）は、日本の脚本家・ライター。
菅本順一の一番弟子。初期はぶらざあのっぽにて村上明名義で活動していた。日本脚本家連盟員。

## 概要
ダンボール戦機でタロット監修をし、そこから十二星座とタロット・易・風水？の占い師として活動。ライター活動する傍ら、専門学校とサブカルチャー教室の講師も務める。専門はゲームプランニング、漫画原作ストーリー、キャラメイキング講座。元PCゲームライター。

## 経歴
栃木県那珂川町出身。茨城大学工学部卒業。

## 参加作品

### テレビアニメ
- ダンボール戦機（2012年、脚本、村上明名義）
- ダンボール戦機W（2013年、脚本、村上明名義）
- タブー・タトゥー（2016年、シリーズ構成・脚本）[4]

### ゲーム
- ダンボール戦機
- 学園K
- フェアリーフェンサーエフ
- 天華百剣ー斬ー
- おどりたが～る！ 祭短し踊れよ乙女
- クイズマジックアカデミー・ロストファンタリウム
- マップラス+カノジョ
- Wiz;Alice
- 突然ですが、異世界で正義の味方になりました

### ドラマCD
- らぶドル 〜Lovely Idol〜
- 可愛い下僕の育て方
- シャイニンガール!

### PC
- 「シュヴァルツシュマーケン」（脚本協力）

### 書籍
- SF科学のお値段
- 天華百剣（原作協力）

### 絵本
- 「しまじろうのおとぎのくにのだいぼうけん」

### DVD
- 「自宅で自主アニメをつくろう」全三巻（構成作家・脚本）

## 受賞歴
- 第三回東北新社・ファミリー劇場協賛アニメ企画大賞にて奨励賞受賞（2005年）